# Histoire de la céramique
L'histoire de la céramique commence au Paléolithique supérieur avec les premières figurines en terre cuite, puis les premières poteries chinoises et japonaises. Aujourd'hui, la céramique est toujours fabriquée et utilisée, que ce soit pour un usage domestique utilitaire, pour des objets décoratifs ou pour une utilisation industrielle.

## Évolution historique

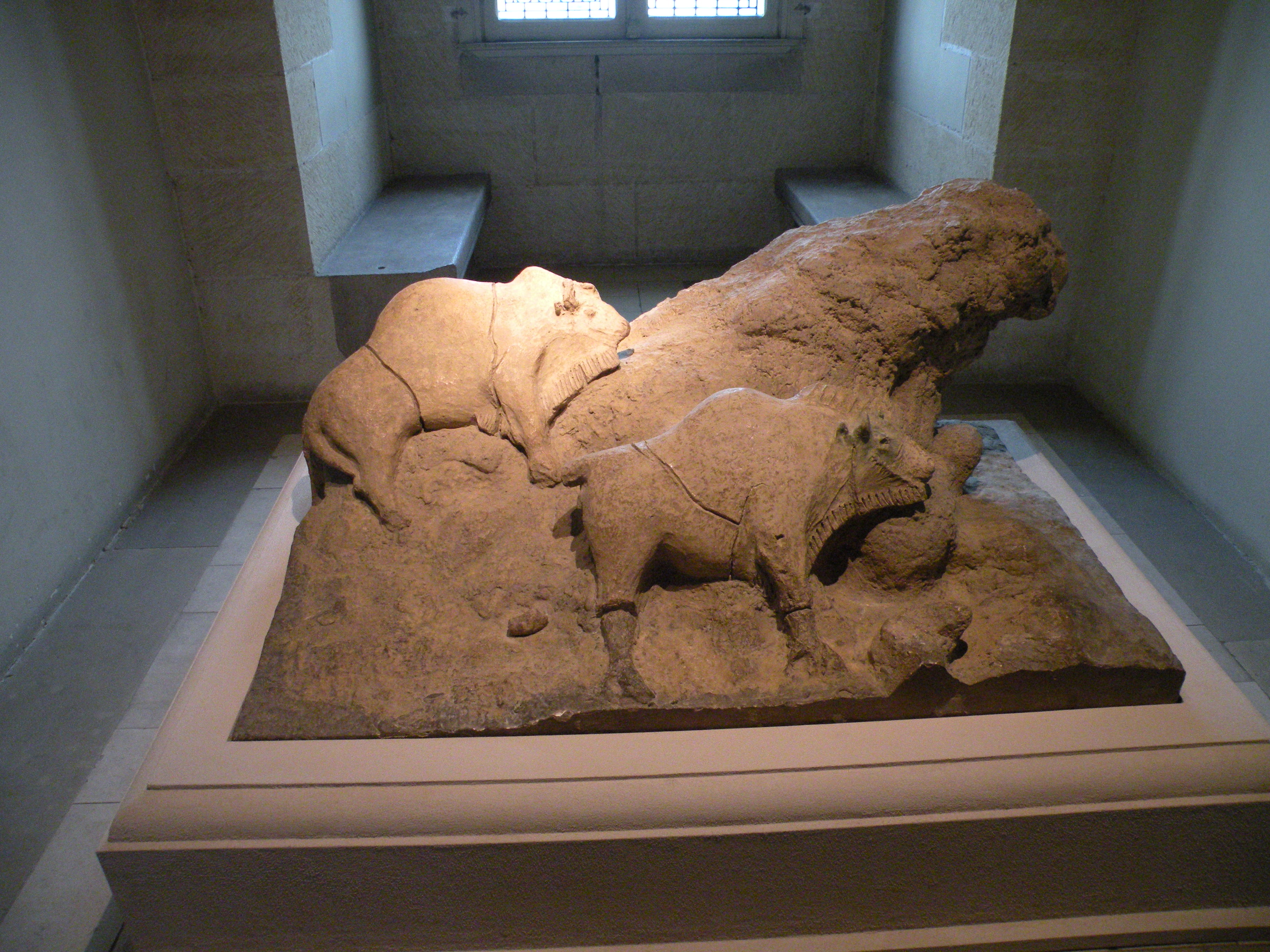
Bisons de la grotte du Tuc d'Audoubert, Magdalénien

Depuis le Paléolithique supérieur, l'homme utilise les possibilités plastiques qu'offre une terre humide, réduite à l'état de pâte ou de boue, façonnée, et simplement laissée à sécher à l'air ou au soleil. Etablies sur les bords des grands fleuves, les premières sociétés ont trouvé dans les limons déposés par les eaux une matière ductile facile à travailler, prenant et conservant sans peine une forme convenable pour contenir les grains et acquérant assez de solidité pour être transportée sans rupture à faible distance du lieu de fabrication.
On a dû aussi remarquer très tôt qu'une terre laissée près du feu gagne en solidité et en dureté, perdant surtout l'inconvénient de se diluer dans l'eau. L'archéologie a identifié, dans toutes les sociétés, des poteries d'abord non-cuites, puis cuites.
Mais les poteries restent poreuses si elles ne sont pas cuites à des températures élevées. Un grand progrès a donc été réalisé quand on a su recouvrir cette terre poreuse d'une couche vitreuse imperméable : une glaçure. C'est alors que les poteries ont présenté les deux caractéristiques des poteries modernes : le corps d'une poterie (la pâte), et sa glaçure (vernis, émail ou couverte). En perfectionnant les pâtes et les glaçures, on a fait progresser cette industrie qui, d'abord présente dans des usages domestiques et comme matériau de construction (briques), s'est ensuite étendue à toutes sortes d'usages industriels.
À partir du XIXe siècle, grâce aux progrès réalisés par la céramique, beaucoup d'industries y font appel pour des pièces indispensables. La construction, la chimie, les manufacturiers, l'agriculture, la métallurgie, la verrerie, empruntent à l'art céramique de nombreux matériaux : briques, tuiles, carreaux, porcelaine sanitaire, appareils pyrotechniques, tuyaux de drainage, briques réfractaires, pots de verreries, etc. Réciproquement, l'art céramique se développe et prospère à son tour sous l'influence des progrès réalisés par le mécanicien, le chimiste, le physicien. Dans les sociétés industrielles occidentales, l'art céramique devient aussi un art de l'ingénieur. Les céramiques sont sollicitées, thermiquement, chimiquement, électriquement, mécaniquement ; et elles sont caractérisées. On utilise de nouvelles pâtes, on trouve aux céramiques de nouvelles définitions, des applications dans de nouvelles disciplines : en électricité, en aérospatiale, etc.
Des considérations historiques d'une puissante valeur rattachent les céramiques à l'histoire des peuples, des diverses phases de la civilisation, et des arts ; toutes sont rassemblées dans une discipline annexe de l'archéologie : la céramologie. Si les premiers indices d'utilisation de la céramique au Paléolithique (vers 29 000 ans avant le présent) relèvent du domaine cultuel, son utilisation domestique (plats et jarres) apparait au Mésolithique ou au Néolithique selon les régions, après la sédentarisation des populations. Son utilisation comme moyen d'expression artistique se développe ensuite et témoigne de l'art de vivre des civilisations qui lui donnent des formes et des décorations de plus en plus élaborées : vases grecs, poteries précolombiennes, céramique et porcelaine chinoises, céramique et porcelaine d'Europe et du Moyen-Orient.

### Préhistoire

#### Paléolithique
Dès le Paléolithique supérieur, l'homme préhistorique a façonné des objets en terre cuite dans un but non utilitaire (statuettes d'animaux tels que des ours, lions, rhinocéros, chevaux, et de femmes dites Vénus paléolithiques). Mais des populations de chasseurs-cueilleurs d'Asie ont commencé à façonner dès cette époque des céramiques pour la cuisson des aliments, dix millénaires avant l'apparition de l'agriculture traditionnellement associée à la révolution néolithique et la nécessité de stockage. Les préhistoriens situent cette découverte de façon indépendante dans plusieurs régions du monde : en Europe, la Vénus de Dolní Věstonice — une Vénus gravettienne datée de 29 000 à 25 000 ans avant le présent découverte sur le site archéologique de Dolní Věstonice en Tchéquie — est l'un des plus anciens témoignages de création en terre cuite.
La céramique est ensuite attestée :
- en Chine vers 20 000 ans AP (tessons de terre cuite probablement utilisés pour la cuisine par des chasseurs-cueilleurs dans la grotte de Xianren)[4],[5] ;
- au Japon vers 15 000 ans AP, ce qui marque le début de la période Jōmon, qui voit les chasseurs-cueilleurs posséder un contrôle suffisant de l'argile cuite pour produire autre chose que des figurines[2] ;
- au Mali vers 11 400 ans AP (il s'agit de tessons apparemment domestiques)[6],[7]
- au VIIe millénaire av. J.-C. au Proche-Orient.

#### Néolithique
D'abord fondée sur la poterie en colombins, la technique de travail évolue vers la fin du Néolithique. La tournette, ou tour lent, apparaît en Chine sur le cours moyen du fleuve Jaune vers 4800 à 3600 av. J.-C. (culture de Yangshao). L'usage du tour rapide (100 rotations par minute) est attesté à Suse et à Uruk (Élam, Mésopotamie) vers 3500 à 3000 av. J.-C. ; il apparaîtrait dans la culture de Longshan entre 3000 et 2000 av. J.-C.[réf. nécessaire].
Les récipients les plus utilitaires ou encore les poteries allant sur le feu sont peu, voire pas décorées. Ces céramiques sont dites « grossières » comparativement aux céramiques « fines » qui sont décorées mais aussi moins épaisses. Selon le décor, les archéologues établissent une typologie de céramiques : céramique rubanée, cardiale, cordée, campaniforme.

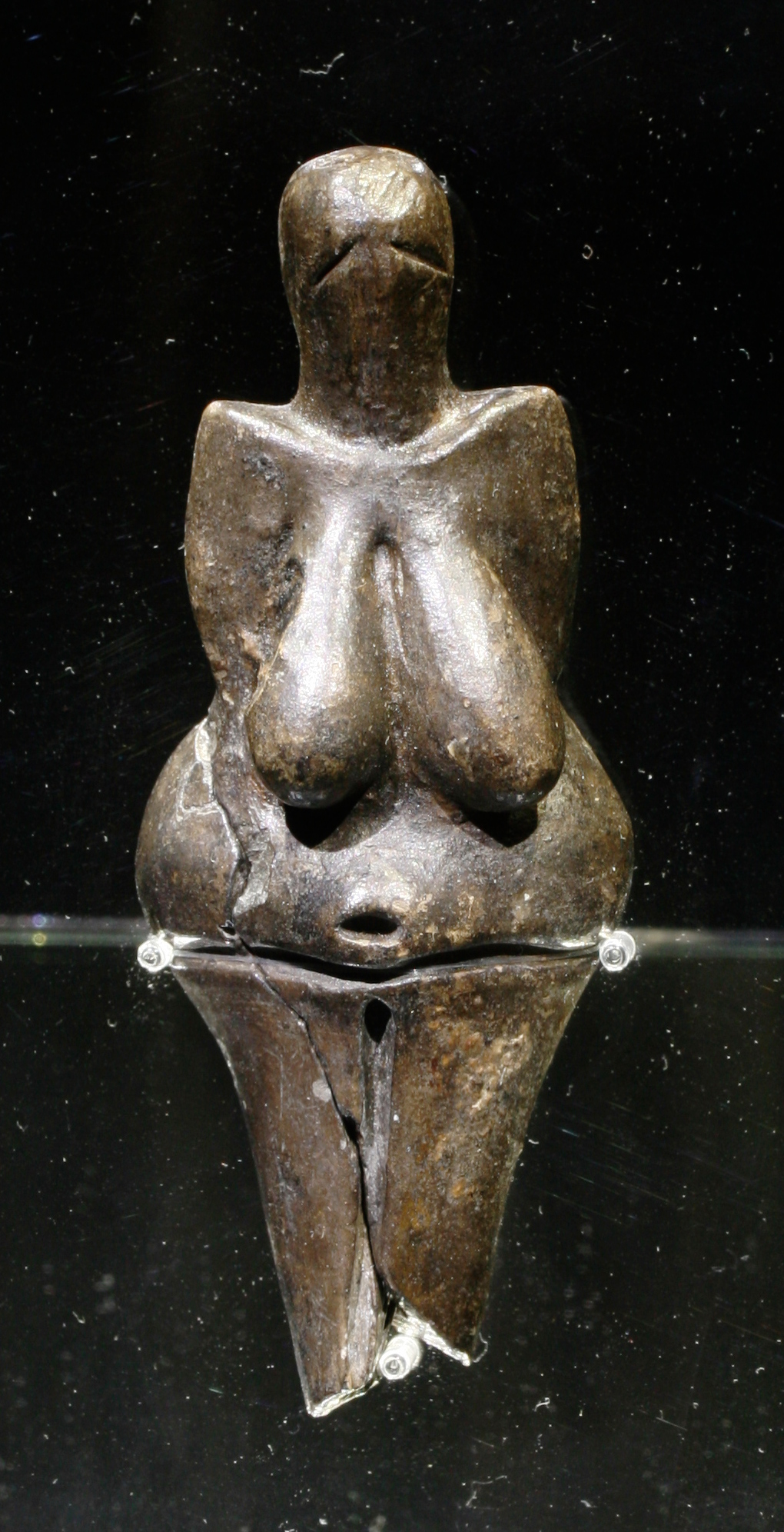
Vénus de Dolní Věstonice (Gravettien), Musée moravien de Brno.
Tesson de Poterie Néolithique - Muséum de Toulouse.
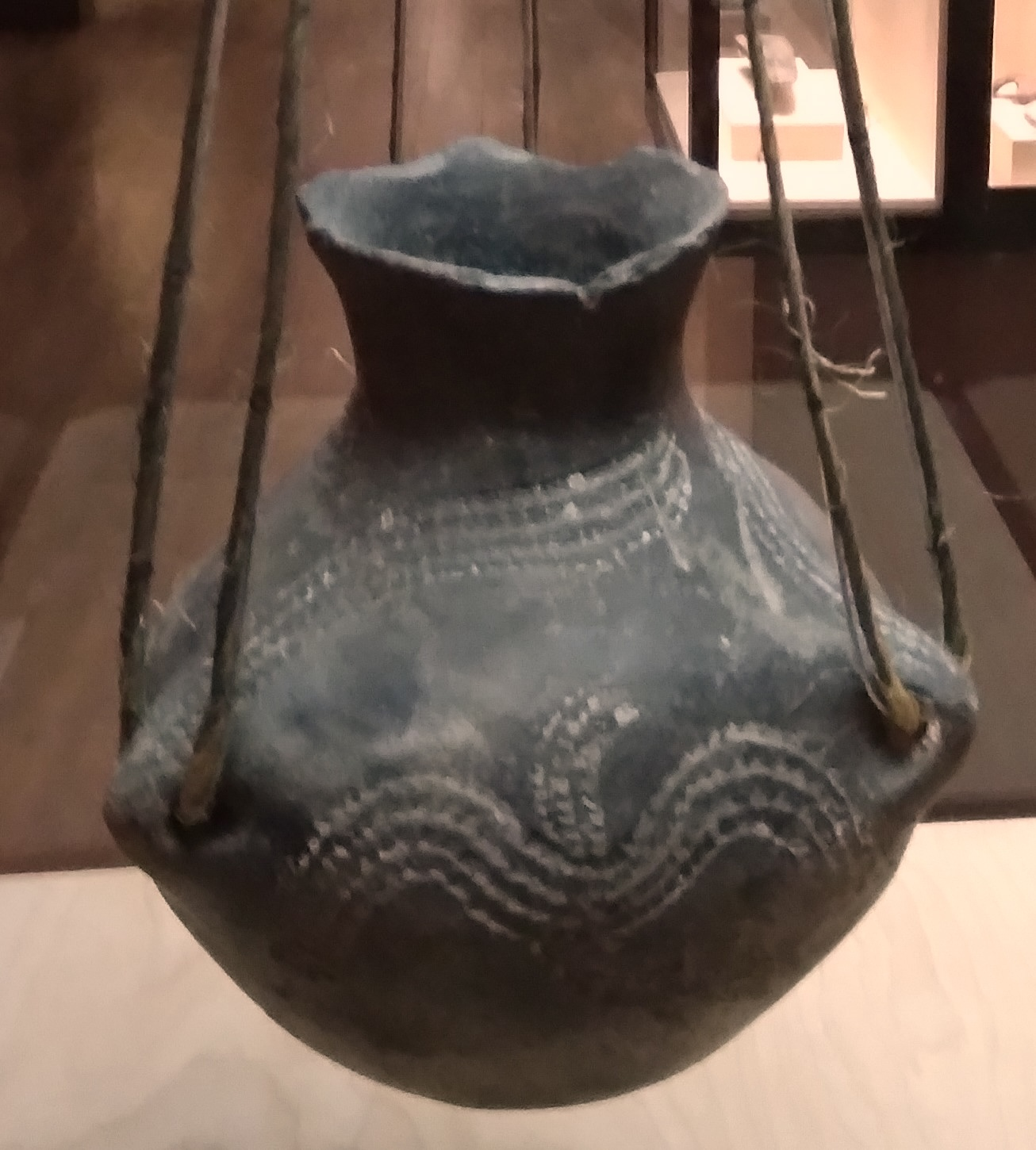
Vase de Belloy-sur-Somme (Néolithique ~ 4500 av. J.C.), Musée de Picardie, Amiens.
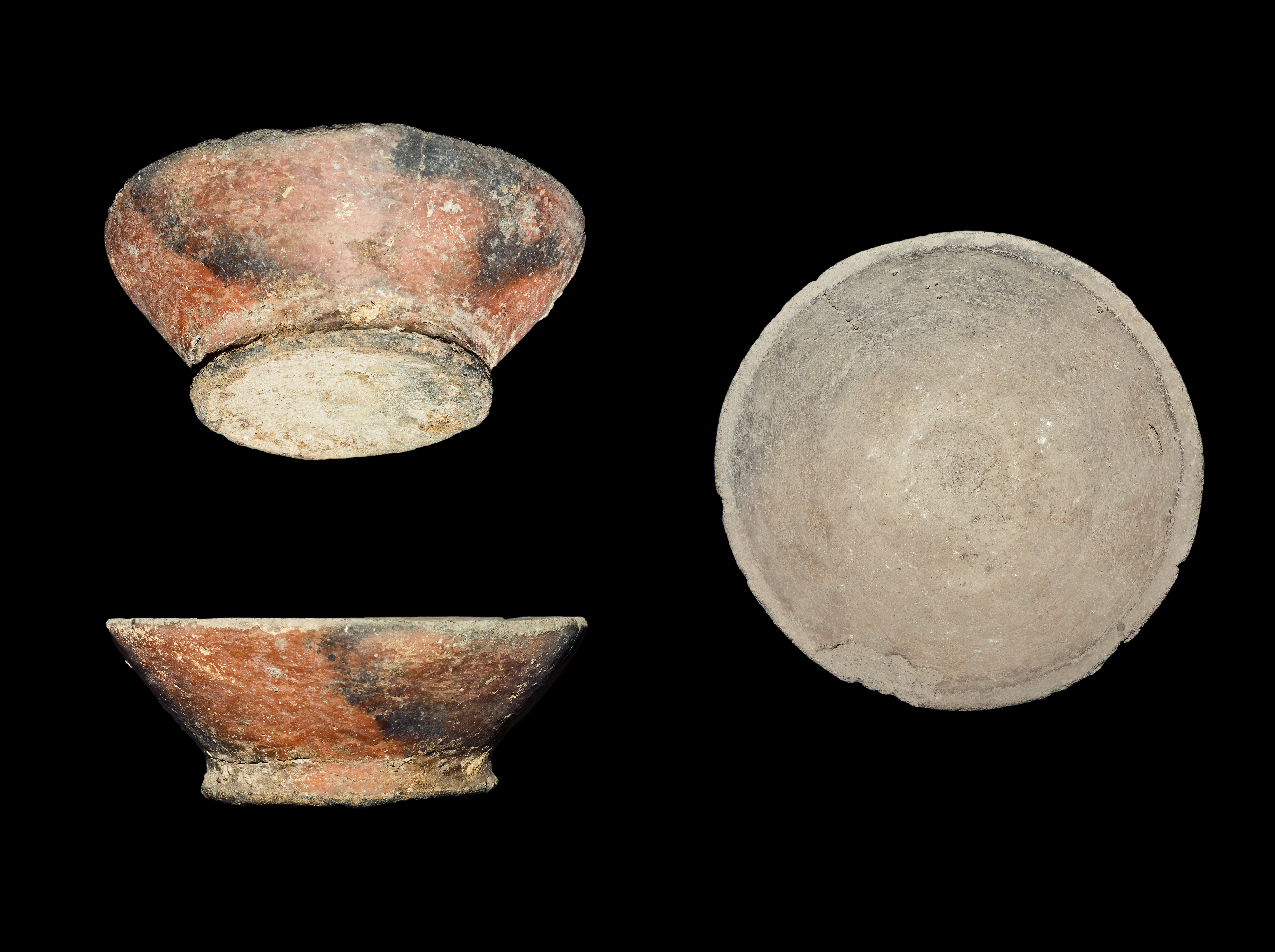
Céramique du Cambodge (âge du bronze), site préhistorique de Samrong Sen.

### Extrême-Orient

#### Chine

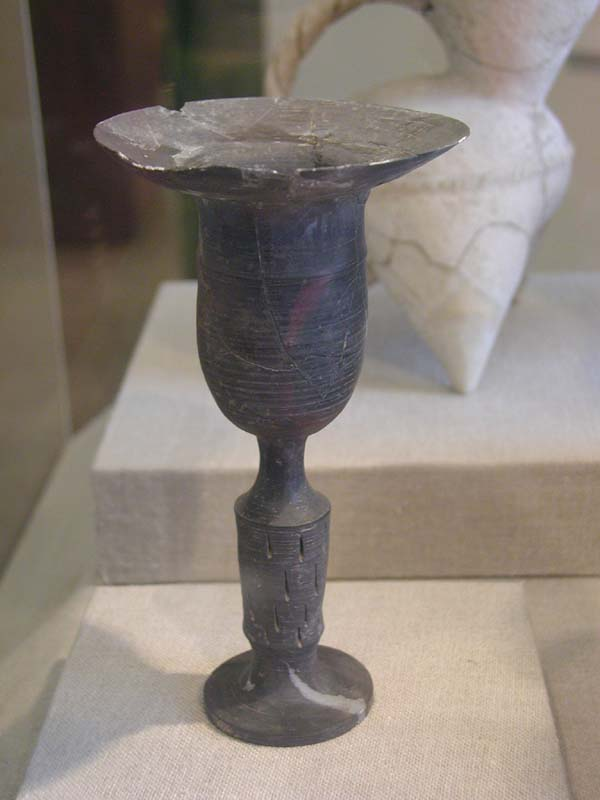
Coupe noire « coquille d'œuf » typique de la culture de Longshan, datant de près de 5000 ans (université de Pékin).

La céramique chinoise est universellement connue pour la porcelaine, inventée sous la dynastie Han de l'est (de 25 à 220 apr. J.-C.) ; elle est aussi riche d'une longue tradition d'innovations techniques et stylistiques.
La culture de Yangshao, qui date de plus de 4 000 ans av. J.-C., est la première à fournir des poteries en grand nombre. Mais les tout premiers exemplaires de terres cuites datent de 6 000 ans av. J.-C., avec les cultures Cishan (au Hebei) et Peiligang (au Henan). À l'époque néolithique, après la culture Yanshao puis la culture de Majiayao, les productions de Longshan témoignent de l'apparition rapide du tour, indispensable du fait de la finesse et de la hauteur de certaines pièces de prestige dites « coquille d'œuf ».
La céramique se développe encore, tant sur le plan des formes et des décors que sur le plan technique, sous les dynasties des Shang et des Zhou.
Beaucoup de pièces notables proviennent du mobilier funéraire (mingqi) : armée enterrée de Qin Shi Huangdi ; représentations de bâtiments, de fermes et figurines humaines des Han ; danseuses et musiciennes, représentations humaines ou animales « trois couleurs » des Tang, parfois de grande taille.
Les vases « bleu et blanc », qui apparaissent sous la dynastie mongole des Yuan, se développent pleinement sous les Ming, puis encore au début de la dynastie des Qing, lors du règne de l'empereur Kangxi. Sous les Qing se développent également les porcelaines de la « famille rose » et de la « famille verte ».
Les céramiques et porcelaines chinoises ont eu une grande influence sur le développement des techniques et des styles en Corée, au Japon puis en Europe.

#### Corée
En Corée, l'influence de la céramique chinoise se fait sentir très tôt, dès l'occupation du pays par la Chine de 108 av. J.-C. à 313 apr. J.-C. C'est à ce moment qu'apparaissent les premiers fours élaborés, sans doute au plus tard vers le IIIe siècle apr. J.-C..
L'art de la céramique en Corée connaît un développement rapide et produit des pièces de céladon raffinées. La porcelaine coréenne blanche, souvent décorée de cuivre, connaît une grande popularité au XVe siècle.
Vers le milieu de la période Joseon, vers la fin du XVIIe siècle, les potiers coréens produisent des céramiques « bleu et blanc », utilisant l'oxyde de cobalt.

#### Japon

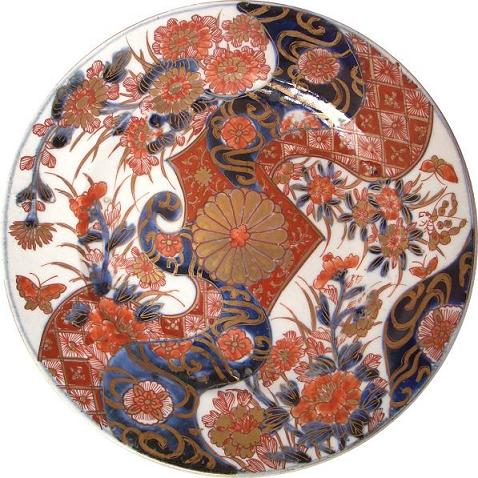
Plat à décor Imari
(Arita, Japon, XVIIIe siècle).

Après la Période Jōmon, les premières céramiques japonaises sont les haniwa (埴輪, cylindres de terre cuite), qui sont des figurines funéraires. On les a retrouvés dans de nombreuses tombes du Kofun (古墳時代, kofun jidai, IIIe au VIe siècle) à travers tout le Japon. Ils sont le sujet de recherches scientifiques et archéologiques depuis l'époque d'Edo (江戸時代) mais sont manipulés le moins possible car ils sont très fragiles.
Les sources anciennes évoquant les haniwa de la période des kofun, v. 250–538, (au cours de la période Yamato), sont peu nombreuses. On compte parmi elles le Nihon shoki (日本書紀, Annales du Japon, début du VIIIe siècle).
Puis vers l'époque de Nara, au VIIIe siècle, est tentée la première assimilation de la céramique chinoise. La Cour japonaise connaît d'élégants vases sancai (« trois couleurs »), caractéristiques de la dynastie Tang. La beauté de ces céramiques fait d'elles des objets rituels, comme le montre l'une de ces pièces conservées au Shōsō-in. Ces grès sāncǎi font plus qu'influencer la céramique japonaise : elles apportent au Japon la révélation de la couleur. Au sein de l'aristocratie de la période de Muromachi (1392-1573) on utilise des ustensiles et des plats laqués lors de banquets, plus ou moins formels. La mode des bouquets sans formalité se répand au XVIe siècle et permet le véritable développement de la céramique, avec des recherches dans la composition de nouveaux matériaux et de nouveaux décors. Par ailleurs, une technique particulière de réparation des céramiques naît au Japon : le kintsugi.
À partir de 1616 se développe une production autochtone de porcelaine, inspirée de la production chinoise, au travers des potiers coréens ramenés de force de leur pays après l'invasion de la Corée par le Japon à la fin du XVIe siècle. De plus, l'invasion de la Chine par les Mandchous se traduit à partir de 1640, et pendant plusieurs décennies, par un afflux de potiers chinois vers la région d'Arita, au Japon ; ce qui contribue à l'amélioration des techniques. La production de porcelaines japonaises la plus connue est la porcelaine d'Imari, produite à Arita et largement exportée vers l'Europe.

#### Inde
La production céramique de haute qualité dans l'Empire moghol est quasiment inexistante. Ceux-ci se servaient presque exclusivement de vaisselle chinoise en porcelaine. On peut pourtant signaler une production de carreaux de revêtement aux couleurs vives réalisés par la technique de la cuerda seca, sans doute principalement à Lahore. Une série d'entre eux, conservée au musée Guimet, provient de la tombe de Madani à Srinagar.

### Moyen-Orient, Méditerranée et Europe

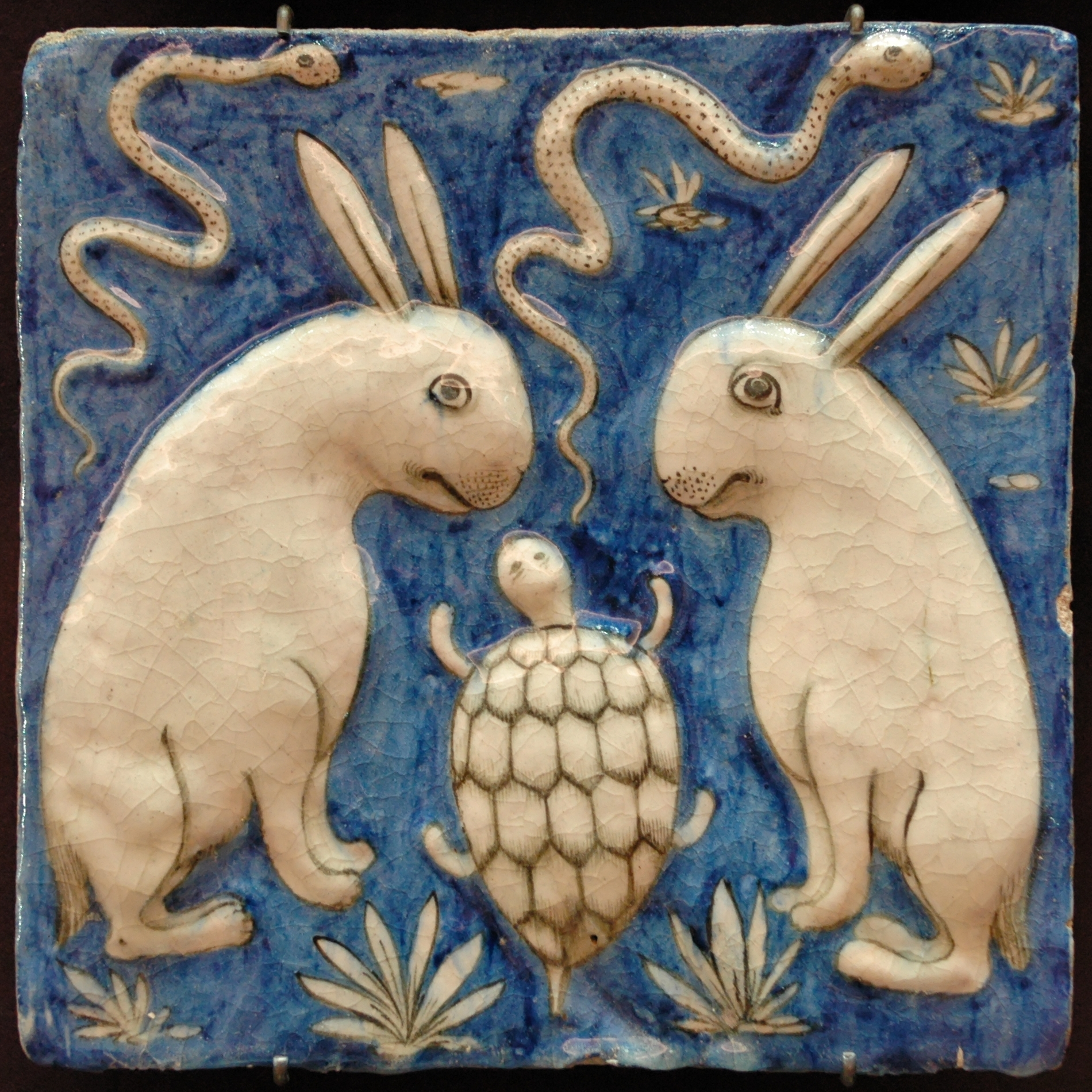
Carreau de revêtement aux lapins, aux serpents et à la tortue utilisé pour illustrer Les Merveilles des choses créées et les curiosités des choses existantes d'Al-Qazwini (XIIIe siècle) ; céramique siliceuse à décor moulé et peint sous glaçure, réalisée en Iran au XIXe siècle.

La céramique apparaît au Proche-Orient plusieurs millénaires av. J.-C., à Çatal Höyük (entre -6500 et -5700) en Anatolie, et en Mésopotamie au Néolithique avec en particulier les cultures de Hassuna (entre -6500 et -6000) et de Samarra (entre -6200 et -5700). En Égypte, la culture de Badari (dès -5500) offre une belle céramique rouge polie à bord noir.
L'apparition du tour au Proche-Orient puis en Europe permet la production rapide de nombreux récipients standardisés. La pose de vernis noir à base d'oxydes métalliques permet d'améliorer les techniques de décor. La technique est reprise par les potiers de la Grèce antique puis dans l'Empire romain, notamment avec la technique de la céramique sigillée dont les plus grands centres de production sont Arezzo au Ier siècle av. J.-C., puis La Graufesenque (Gaule du sud) dans la deuxième partie du Ier siècle, et Lezoux (Gaule du centre) au IIe siècle. La céramique romaine, dans les premiers temps de l'art de la Rome antique, hérite de l'apport de la céramique étrusque puis du contact avec toutes les formes de céramique du monde antique.
D'après Viollet-le-Duc, des carrelages en briques de couleur sont en usage dès l’époque carolingienne ; on pouvait ainsi, à peu de frais, obtenir des pavages présentant à peu près l'aspect des mosaïques romaines plus coûteuses. Toutefois on ne connaît aucun carrelage de terre cuite antérieur au XIIe siècle. L'Angleterre et la France se spécialisent dans les carreaux à décor d'engobe qui succèdent aux carreaux mosaïques. Ces carreaux qui reçoivent une glaçure sont largement reproduits selon le même procédé, mais mécanisé, au XIXe siècle.

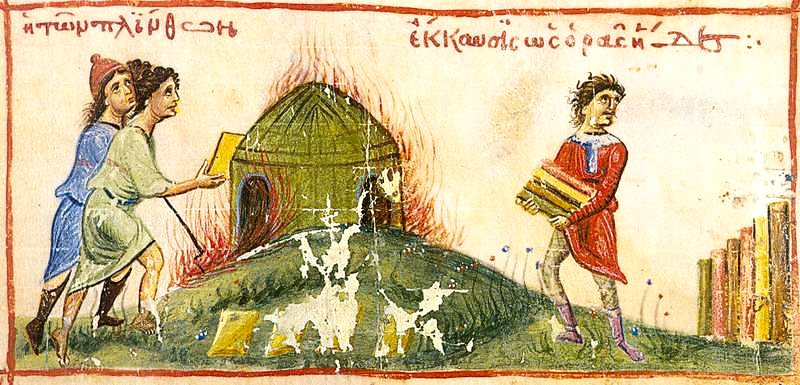
Four à céramiques. Miniature du XIIe siècle, Bibliothèque vaticane, Rome.

La découverte du décor vitrifié (à base d'eau, de silice et d'oxydes métalliques), déjà employé dans l’empire byzantin et en terre d’Islam, permet au Xe siècle le développement de la poterie vernissée. Les Arabes qui occupent l'Espagne jusqu'au XVe siècle et l'Italie du Sud jusqu'au XIIe siècle introduisent la technique en Europe. Les techniques empruntées aux potiers ottomans et arabes sont transmises à l’Espagne où les carreaux de céramique prennent le nom d'azulejo ; elles permettent aussi aux Italiens de découvrir le sgraffiato et les majoliques. Le décor à istoriato (décor à histoires) apparaît à Florence et à Faenza au XVe siècle et la faïence est fréquemment utilisée. La technique de la porcelaine est redécouverte et affinée, mais s'interrompt au début du XVIIe siècle. En Italie, au Quattrocento (XIVe s.), la poterie vernissée atteint des sommets avec les bas-reliefs en terracotta invetriata des Della Robbia. La technique de la terre vernissée est redécouverte en France entre le XIVe et le XVIe siècle, notamment avec les travaux sur l'émail de Bernard Palissy dont les Italiens et les Espagnols avaient jusque-là le quasi-monopole en Europe.
À partir du XVIe siècle, l'art des potiers italiens se répand. Au XVIIe siècle, l'Europe subit deux influences : l’une italienne à Nevers, l’autre chinoise à Delft. La faïence française du XVIIIe siècle, avec des décors cuits à température de petit feu, se développe avec des centres de production comme Marseille, Strasbourg, Niderviller.
Le secret de fabrication de la porcelaine est réétudié. Ehrenfried Walther von Tschirnhaus et Johann Friedrich Böttger découvrent la façon de faire de la porcelaine véritable en 1708 alors qu'ils travaillent pour la manufacture de Meissen en Allemagne. Les premiers échantillons de kaolin sont introduits en France par François-Xavier d'Entrecolles en 1712. En 1765, on découvre les gisements de kaolin à Saint-Yrieix-la-Perche au sud de Limoges, ce qui permet enfin de reproduire en France la porcelaine chinoise. Dès lors la fabrication devient intensive, variée et abondante. La manufacture de Sèvres devient Manufacture nationale en France. Au XIXe siècle, ses collections sont agrandies par son directeur, Alexandre Brongniart.

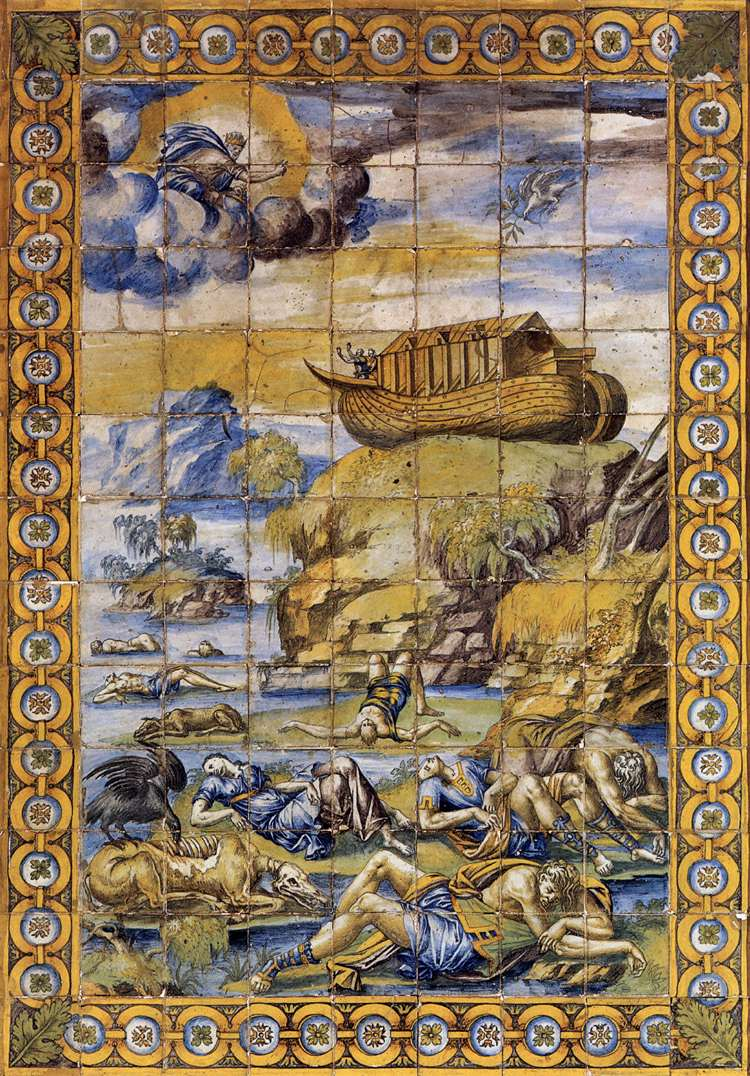
Le Déluge, embarquement sur l'Arche de Masseot Abaquesne, 1550. Musée national de la Renaissance d'Écouen.

En Europe comme en Orient, la céramique connaît un essor particulièrement important durant la Renaissance. Le château d'Écouen (devenu musée national de la Renaissance, Val d'Oise) est bâti par Anne de Montmorency, grand amateur de céramiques. L'imposante demeure contient donc de très nombreuses faïences et céramiques de l'époque Renaissance, dont une partie est réalisée par Masséot Abaquesne. On peut citer notamment le triptyque en faïence Le Déluge, embarquement sur l'arche, ainsi que les pavements en céramique. Ce sont des œuvres typiques de la Renaissance, probablement réalisées vers 1550, et très colorées du fait de leur fonction d'ornement. Mais on peut aussi admirer au château d'Écouen des assiettes de faïence réalisées par Nicola da Urbino en 1525 ainsi que des céramiques de Bernard Palissy. D'origine différente mais de la même époque, le musée national de la Renaissance d'Écouen expose également 522 pièces uniques de céramique ottomane (plats, bouteilles, coupes, etc.). Elles sont pour l'essentiel réalisées dans la deuxième moitié du XVIe siècle à İznik, en Turquie. De très nombreuses autres faïences et céramiques provenant du monde entier sont visibles dans ce musée, dans la collection des Arts du feu. Toutes les œuvres datent de la Renaissance.
L'industrialisation croissante à partir de la deuxième moitié du XIXe siècle modifie le rapport à la céramique. La généralisation de procédés de fabrication pour la production de masse et les nouveaux moyens de transport (notamment le chemin de fer), signent l'arrêt de la pièce unique artisanale au profit des Arts appliqués. Les ateliers se transforment en fabriques et la petite industrie se développe dans des centres comme Limoges, Vallauris ou encore Saint-Uze. En Angleterre, à Stoke-on-Trent, Staffordshire, la manufacture Mintons produit en grande série des carreaux estampés à l'imitation de ceux du Moyen Âge, en plein Gothic revival anglais. Ils sont fabriqués selon le même procédé, partout en Europe, mais aussi aux États-Unis jusqu'au début du XXe siècle.

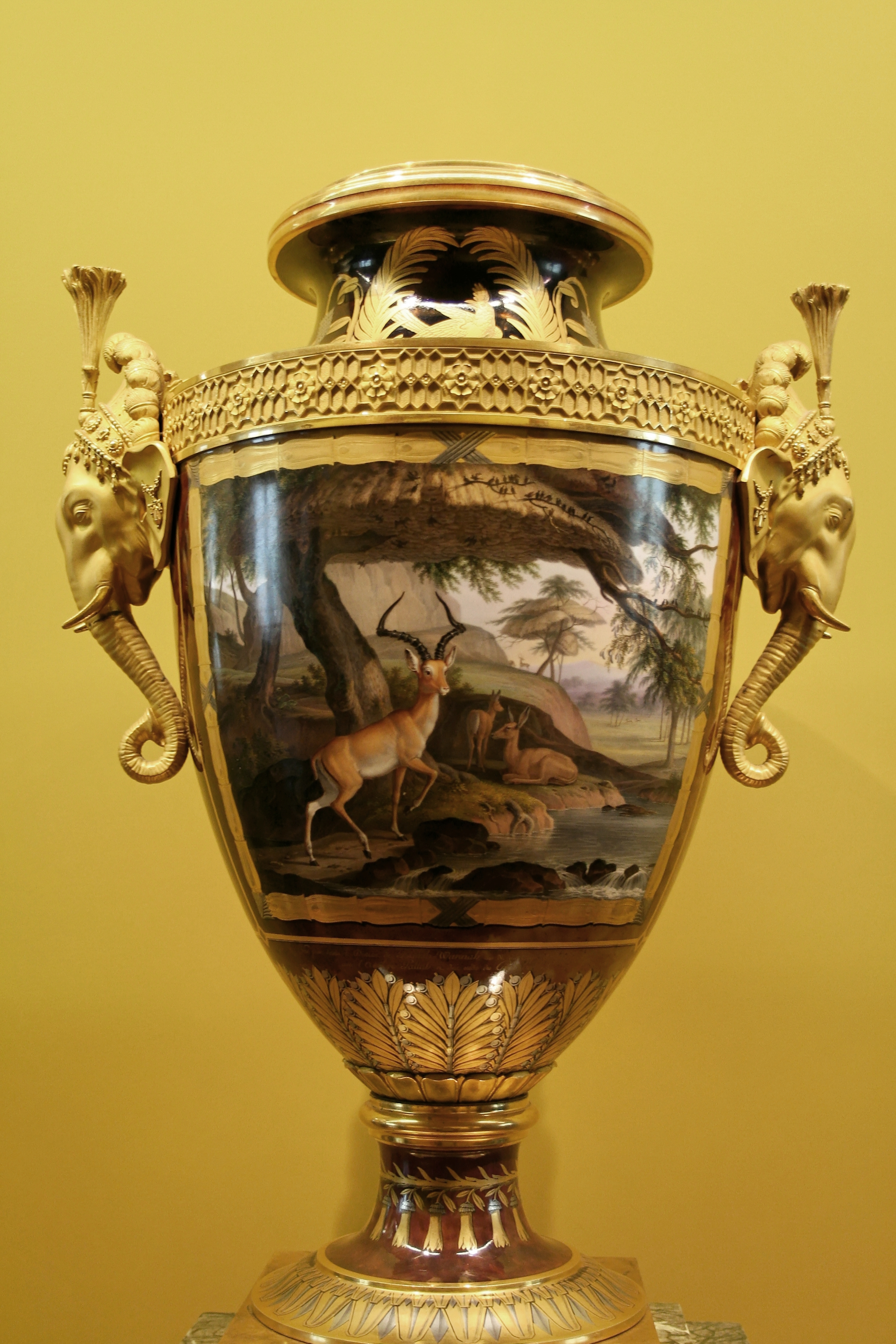
Vase de la manufacture de Sèvres, offert par Louis XVIII au futur Charles X.

La « Céramique parlante » se caractérise par l'emploi de texte dans le décor (sous forme de strophes, poésies, proverbes, etc.) et d'illustrations associées. Sous la révolution française, des milliers d'assiettes accompagnent au jour le jour les évènements politiques en les illustrant de bonnets phrygiens, de coqs, de canons ou de drapeaux. On trouve les grands personnages de l'histoire de France : Bayard, Jeanne d'Arc, Henri IV, Thiers, Gambetta, Mac-Mahon, etc. Lorsqu'éclate la guerre en 1914, l'assiette participe à l'effort de rassemblement national en exprimant des accents guerriers (« Vive le son du canon ! »), humoristiques ou satiriques.
Au début du XXe siècle, l'art nouveau fait rentrer l'art — et en particulier la céramique — dans la majorité des foyers. Il est prolongé après la Première Guerre mondiale par l'art déco et les recherches sur le design. Mais la crise économique de 1929 et l'arrivée de matériaux comme la fonte, l'aluminium ou l'inox amènent — sauf pour la porcelaine sanitaire — un désintérêt pour la céramique utilitaire. L'apparition des matières plastiques après la Seconde Guerre mondiale aggrave la situation des artisans et des petites fabriques.
En parallèle, l'évolution de la chimie et de l'étude des matériaux permet aussi la création de nouveaux matériaux céramiques pour des applications industrielles.
Face à cette désaffection de l'artisanat utilitaire, un nouveau courant artistique apparaît dans l'immédiat après-guerre : la céramique contemporaine naît des échanges entre artistes, souvent des peintres venus à la céramique. Les techniques de céramique orientales, notamment celles de Chine et du Japon — par l'intermédiaire de l'anglais Bernard Leach — sont popularisées. En France, des villages de potiers revivent. C'est le cas de La Borne (Cher) sous l'impulsion de Jean et Jacqueline Lerat et leurs travaux sur le grès. Vallauris (Alpes-Maritimes) voit une véritable renaissance avec l'arrivée de nombreux artistes, suivis rapidement par une célébrité : Picasso.
De nombreux artistes travaillent aussi en Italie à Albisola : Jorn, Lam, Fontana, Capogrossi, Arroyo, Recalcati, Rougemont, Mondino, Laveri, etc. Depuis les futuristes jusqu'aux artistes les plus contemporains du movimento artistico mediterraneo, les ateliers de cette petite ville balnéaire restent ouverts à toutes les tendances contemporaines.

### Amériques

#### Amérique du Nord et États-Unis

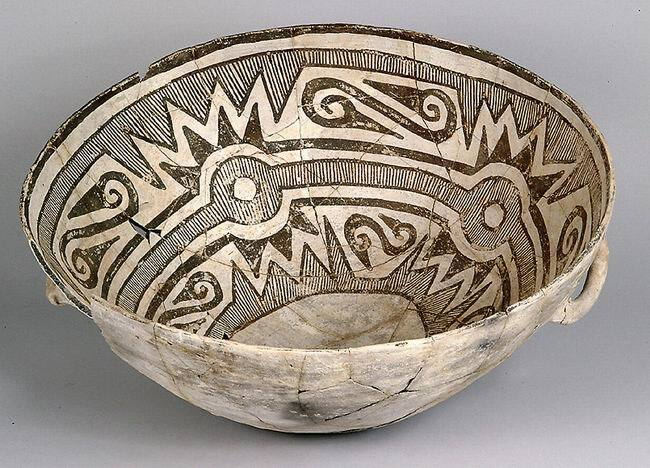
Bol anasazi en céramique peinte,
, Chaco Canyon.

Les premières céramiques attestées en Amérique du Nord ont été trouvées au sud-est du continent 
et datent d'environ 1500 av. J.-C..
Les populations amérindiennes d'Amérique du Nord ont développé un art de la céramique important. Les Anasazis en particulier ont, dès le VIe siècle, mis au point un style de poteries décorées de figures (lignes, points) reprenant sans doute des décors simples de vannerie. Plus tard, le style devient plus complexe : des représentations d'animaux ou d'êtres humains sont dessinées. Les couleurs utilisées sont différentes selon les régions : noir et blanc dans le Colorado, noir et rouge dans le nord de l'Arizona, rouge et chamois dans l'Utah. La poterie est souvent richement décorée de motifs incrustés avant cuisson, au moyen de divers objets (épis de céréales, tige de yucca ou coquillages).
De nos jours, aux États-Unis, la technique des cuissons rapides, notamment celle du raku japonais, est réappropriée par des artistes comme Paul Soldner. Sa simplicité apparente conjuguée à la vague des rencontres professionnelles de potiers permet une large démocratisation de l'art céramique à partir des années 1970 en Amérique, puis de 1981 en Europe.

#### Mésoamérique
Les différentes civilisations mésoaméricaines ont développé un art de la céramique très élaboré. La plus ancienne pièce céramique de Mésoamérique est une petite figurine provenant du site de Tlapacoya-Zopihalco. Elle est datée de 2300 av. J.-C.

#### Amérique du Sud

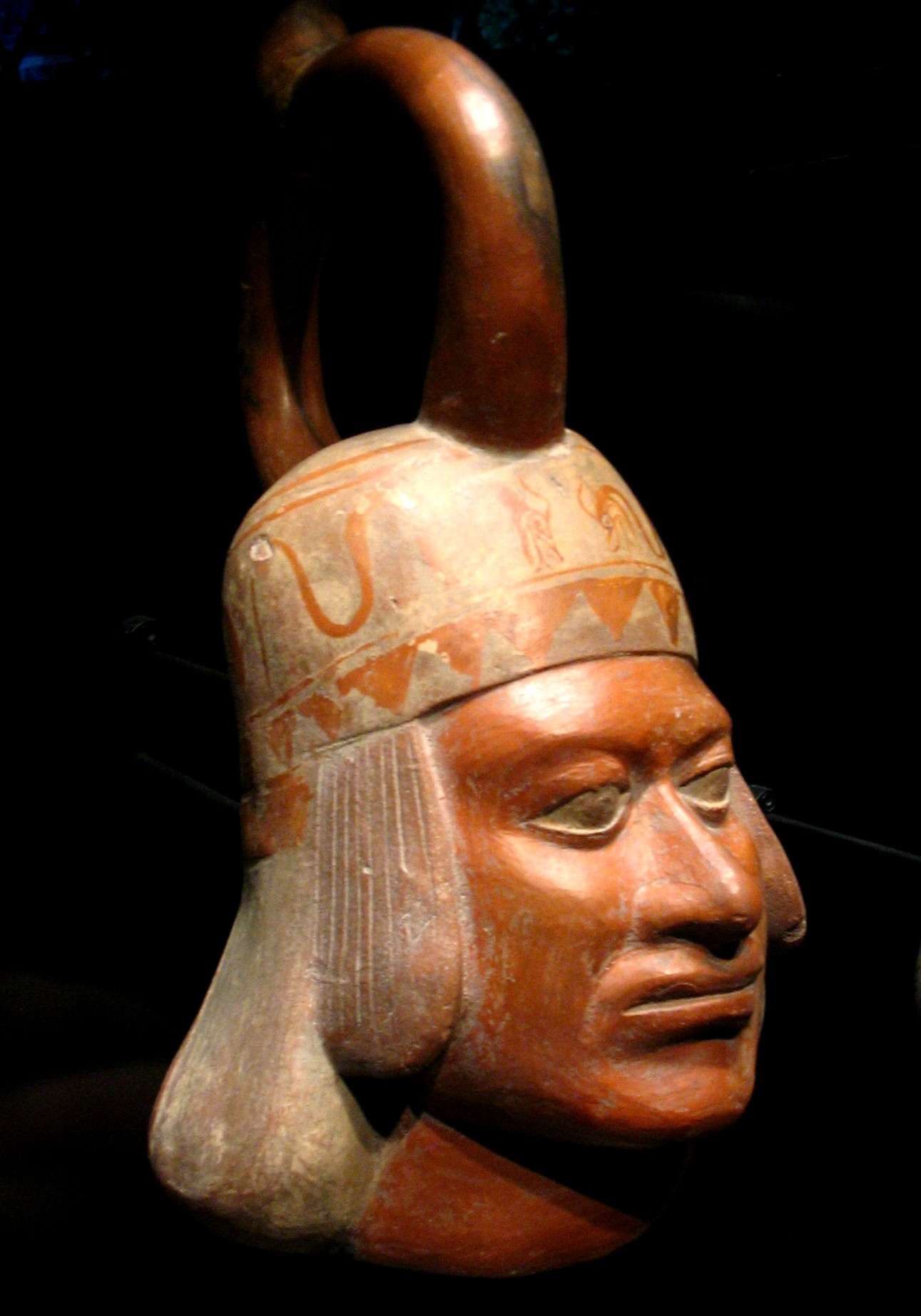
Vase-portrait mochica, anse-goulot en forme d'étrier, -VIIIe siècle, musée du quai Branly - Jacques Chirac, Paris.

La céramique apparaît tardivement dans les Andes centrales vers 1800-1000 av. J.-C. ; elle est bien plus précoce dans les zones côtières d'Équateur, de Colombie et du Venezuela où elle apparaît au moins dès le Ve millénaire av. J.-C. Mais la plus ancienne céramique vient de basse Amazonie avec celle des sites de Taperinha et de la grotte de Pedra Pintada, datée de 7000 à 6000 av. J.-C.
Elle apparait également plus précocement dans l'Amazonie au pied des Andes qu'au Pérou même, comme l'atteste le complexe Mayo-Chinchipe (en) situé sur le versant oriental des Andes équatoriennes, ainsi que les cultures Tutshcaynio et Shakimu dans le bassin versant de l'Ucayali péruvien.
Au Pérou, son apparition semble surtout liée à un but utilitaire, notamment pour la cuisson des nouveaux produits agricoles. Cependant on connaît aussi quelques figurines féminines, comme la Vénus de Curayacu, du musée national du Pérou, datée du IIe millénaire avant notre ère. Ce personnage féminin se présente dans une attitude frontale et hiératique, les bras plaqués sur le corps, le décor se résumant à des incisions.
La céramique de Chavin apparaît vers 1200/800 – 300 av. J.-C. Elle agit comme un médium qui véhicule l’iconographie de Chavin vers les régions éloignées de la cité principale. Les formes de céramique les plus fréquemment rencontrées sont des vases globulaires à anse-goulot en étrier et des bouteilles à haut col. En général, les surfaces sont de couleurs sombres (gris, noir ou brun) ; un décor de félins, de fleurs ou d'oiseaux est incisé, gravé ou modelé.
Vers 100 à 600 av. J.-C., la poterie polychrome des Nazcas reprend en grande partie les thèmes iconographiques des Paracas, mais une nouveauté technique fondamentale y apparaît : les couleurs sont désormais appliquées avant cuisson, et elles ne sont plus séparées par des incisions. Les types de céramiques s’enrichissent également, de vases sphériques à goulots reliés par une anse-pont (qui existaient déjà chez les Paracas), de gobelets, de bols, de terrines, de jarres, de récipients anthropomorphes. Les couleurs, posées en aplat, sont le plus souvent délimitées par un contour noir, formant divers motifs décoratifs, avec une grande dislocation dans les figures.
Vers 100 à 700 apr. J.-C., la culture mochica est la seule culture qui crée de véritables scènes complexes avec interaction de personnages multiples, notamment dans sa poterie funéraire. Les spécialistes distinguent cinq phases différentes, reconnaissables à la forme de l’anse-goulot en étrier. Les décors sont variés, entre le modelage, le relief, l'incision, la peinture, ou encore le dessin au trait, le tout dans des tons en général lie de vin sur crème. Parfois, ces poteries peuvent également être noires (phase 3) ou à engobes gris ou polychromes (phase 5). Une évolution a lieu vers plus de réalisme, de vie et une plus grande complexité, et la poterie mochica est la première qui parte à la conquête de l’expression (personnages en train de rire). Les thèmes sont donc riches et variés : félins, guerriers portant bouclier rond, masse d'arme, tunique en coton et casque, ou encore chamans mastiquant de la coca mêlée à de la chaux.
Enfin, au XVe siècle, la céramique inca est marquée par l'apparition de différentes formes comme l'aryballe (grande jarre accrochée dans le dos) et le florero (avec un long col évasé). Les décors sont de préférence géométriques, mais il existe tout de même des motifs floraux, des représentations d'animaux et d'humains.

### Afrique

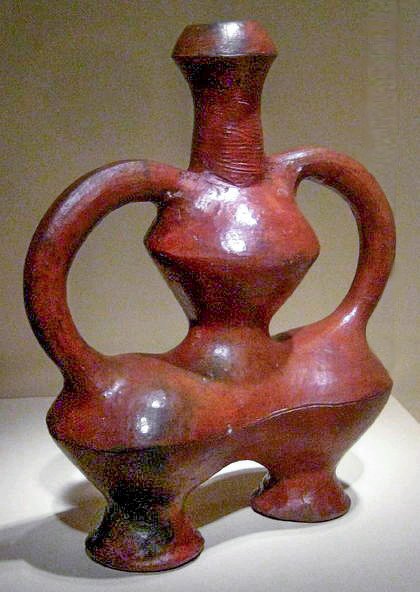
Vase Teke, RD Congo.

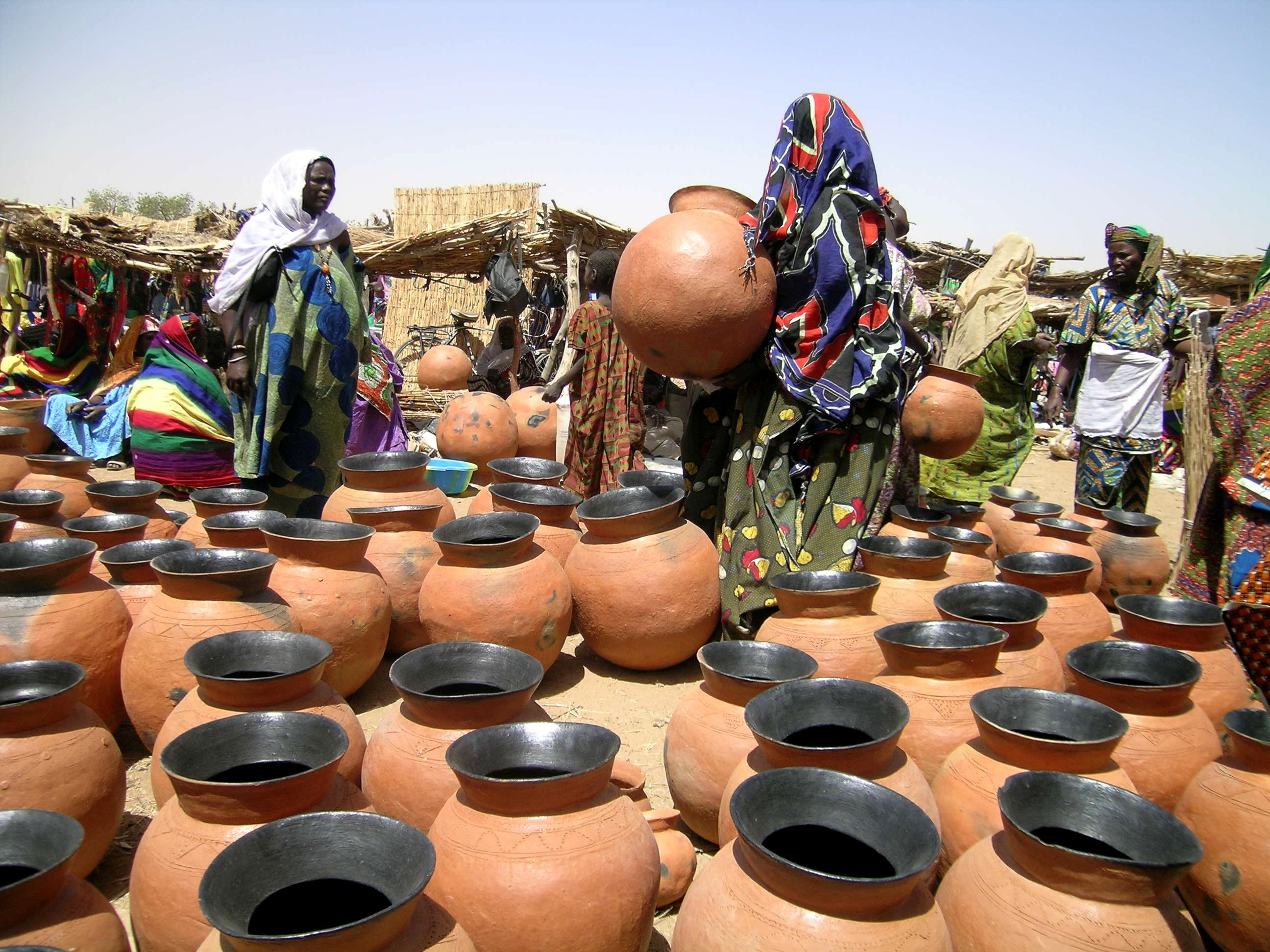
Poteries des femmes Songhay, Gorom-Gorom, Burkina Faso.

Même si l'étude des céramiques africaines n'a pas fait l'objet de la même attention que celles du Proche-Orient, de la Chine ou de l'Europe, des céramiques ont été produites en Afrique de l'Ouest dès le IXe millénaire av. J.-C., soit 500 ans avant les premières céramiques égyptiennes et 2 000 ans avant le Proche-Orient. Ces céramiques ne semblent pas associées à l'invention de l'élevage et de l'agriculture, ce qui modifie la vision classique de la révolution néolithique.
Les fouilles de Hassi Ouenzga au Maroc, dans le Rif oriental, ont mis au jour des tessons de céramique encore plus anciens, qui pourraient également dater du IXe millénaire av. J.-C.
La terre cuite, du fait de sa faible valeur, a rarement été réemployée alors que les métaux ont été transformés et refondus, et que le bois était la proie des termites. C'est donc en terre qu'ont été modelées les plus anciennes figures retrouvées.
La barrière physique du Sahara, en limitant les échanges, a créé des conditions de développement différentes entre le nord et le sud du continent africain.
- Les pays du Maghreb, sous l'influence phénicienne, puis romaine et arabe, ont découvert deux innovations majeures :
  1. le tour de potier a permis l'apparition d'une céramique régulière produite en quantité ;
  2. les émaux et les glaçures, introduits par les arabes, ont favorisé la production de céramique décorative et architecturale en Afrique du Nord. L'un des plus anciens exemples, du IXe siècle, peut se voir à la grande mosquée de Kairouan en Tunisie[21].

- Les régions d'Afrique subsaharienne, à l'écart de ces innovations, ont créé des styles de poteries plus centrés sur les valeurs plastiques et symboliques du travail de la terre.

## Révolution industrielle et céramique
Avec la révolution industrielle, le savoir-faire des artisans migre de l'atelier à l'usine. La mécanisation, la standardisation, le développement des fours industriels, permettent la production en série de matériaux céramiques tant pour la construction ou l'industrie que pour l'usage domestique.
En Angleterre, des entreprises de renom se créent comme Wedgwood (1759) et Mintons (1793) dans le Staffordshire qui se spécialisent respectivement dans la production de porcelaine et de carreaux estampés.
Un autre usage est de fabriquer des pavés pour les rues, comme au centre-ville de Sofia : les Pavés jaunes de Sofia.

### Céramique technique
En parallèle, l'évolution de la chimie et de l'étude des matériaux va aussi permettre la création de nouveaux matériaux céramiques pour des applications industrielles ; aussi appelée néocéramique, c'est la céramique technique.